# Martha Angélica Bernardino Rojas
Martha Angélica Bernardino Rojas (Ciudad de México, 2 de agosto de 1973) es una política mexicana, miembro del Partido de la Revolución Democrática (PRD). Ha sido en dos ocasiones diputada federal y en dos diputada al Congreso del Estado de México.

## Biografía
Es licenciada en Psicología Educativa, cuenta con estudios sobre Problemas, Retos y Vínculos de la Docencia con la Investigación, Metodología de la Investigación, un seminario en Presupuestos Públicos y un diplomado en Administración y Gobierno. Es pasante de la licenciatura en Administración Pública y ejerció como profesora de Educación Secundaria en la Escuela Normal Superior del Estado de México.
Miembro del PRD, fue dirigente del Movimiento Vida Digna del estado de México y miembro de la agrupación Mujeres por la Democracia. De 1995 a 1996 fue miembro del comité municipal del PRD en Nezahualcóyotl y de 1997 a 2000 fue síndica en el ayuntamiento del mismo municipio, presidido dicho periodo por Valentín González Bautista.
De 2000 a 2003 fue elegida por primera ocasión diputada federal, integrando la LVIII Legislatura por la vía de la representación proporcional. En dicha legislatura fue integrante del comité de Información, Gestoría y Quejas y de las comisiones de Fortalecimiento del Federalismo; y, de Participación Ciudadana.
Se separó de este cargo 10 días antes del fin de su periodo constitucional, el 20 de agosto de 2003, para asumir el cargo de tesorera del ayuntamiento de Nezahualcóyotl, en la administración del presidente Luis Sánchez Jiménez. De 2006 a 2009 fue diputada a la LVI Legislatura del Congreso del Estado de México por el distrito 25 local; ahí fue prosecretaria de la comisión de Vigilancia del Órgano Superior de Fiscalización; secretaria de la comisión de Planeación y Gasto público; y, miembro de la Comisión de Equidad y Género. Así como presidenta de la Comisión Permanente del Congreso. Paralelamente durante 2008 fue integrante del comité técnico electoral del PRD.
En 2009 volvió por segunda ocasión a la Cámara de Diputados como legisladora federal, igualmente por el principio de representación proporcional a la LXI Legislatura que terminó en 2012. En esta legislatura se desempeñó como presidenta de la comisión de Seguridad Social; secretaria de la comisión de Transportes; e, integrante de la comisión de Comunicaciones. Se separó del cargo mediante licencia del 30 de abril al 6 de julio de 2012, siendo sustituida por su suplente María Teresa Álvarez Vázquez.
Durante esta licencia fue candidata a regidora del ayuntamiento de Nezahualcóyotl en las elecciones de 2012 en la planilla del PRD encabezada por Juan Zepeda Hernández, elegidos, fue regidora en el periodo de 2012 a 2015, y este último año fue por segunda vez diputada al Congreso local, representando al distrito 24 local en la LIX Legislatura que culminó en 2018.